# Policie Modrava
Policie Modrava je český kriminální televizní seriál vysílaný na TV Nova. Seriál byl po odvysílání pilotního filmu dne 9. října 2011 přerušen kvůli finančním problémům, v roce 2012 byl však obnoven. První řada seriálu byla uvedena po čtyřech letech 1. března 2015. V hlavních rolích se objevuje Soňa Norisová, Jaroslav Satoranský, Filip Tomsa a další.
Dne 8. června 2015 TV Nova oznámila, že připravuje druhou řadu, která byla odvysílána na podzim 2017.
Den po odvysílání posledního dílu druhé řady, 16. října 2017, bylo oznámeno prodloužení seriálu o třetí řadu. Natáčela se od června 2018. Třetí řada se objevila na obrazovkách v roce 2019 na podzim. Čtvrtá řada se natáčela od začátku června do konce října 2021 a na obrazovkách se objevila na podzim 2022.
Seriál byl nominován na Českého lva 2016 v kategorii Nejlepší dramatický televizní seriál, cenu ale nezískal.

## O seriálu
Kriminalistka Jana Vinická (Soňa Norisová), přijíždí do Kašperských Hor na Šumavě, aby nastoupila na uvolněné místo vedoucí místního policejního oddělení. Ze začátku se potýká s nedůvěrou a nepřejícností od svých mužských podřízených. V každém dílu seriálu řeší nový kriminální případ ze šumavského prostředí.

## Obsazení
| Představitel        | Postava             | Výskyt      |
| ------------------- | ------------------- | ----------- |
| Soňa Norisová       | kpt. Jana Vinická   | 1.–4. série |
| Jaroslav Satoranský | mjr. Václav Koutný  | 1.–4. série |
| Filip Tomsa         | por. Kamil Sedláček | 1.–4. série |

### Vedlejší postavy
| Představitel                        | Postava                             | Výskyt      |
| ----------------------------------- | ----------------------------------- | ----------- |
| Zdeněk Palusga                      | por. Vlastimil "Vlasta" Nováček     | 1.–4. série |
| Jan Monczka                         | npor. Karel Franc                   | 1.–4. série |
| Matěj Dadák                         | ppor. Josef Vítek                   | 1.–4. série |
| Jaroslava Stránská                  | stržm./por. Lucie Krásenská         | 1.–4. série |
| Michal Holán                        | stržm. Jarmil Votava, "Krásný Jája" | 1.–4. série |
| Jiří Racek                          | Petr Mládek                         | 1.–4. série |
| Matěj Anděl                         | Vojtěch Dvořák                      | 1.–4. série |
| Jan Pohan                           | mjr. Rudolf "Ruda" Racek †          | 1. série    |
| Stanislav Hybler                    | Ing. Radek Hofman                   | 1.–4. série |
| Martin Davídek                      | MUDr. Martin Beneš                  | 1.–4. série |
| Petr Pelzer                         | MUDr. Pavel Šedivý                  | 1. série    |
| Stanislava Jachnická                | MUDr. Dita Málková                  | 2.–4. série |
| Ladislav Mrkvička                   | Emil Kintzl                         | 1.–3. série |
| Jana Boušková                       | Květa Válková                       | 1.–4. série |
| Taťjana Medvecká                    | Kateřina Nováčková                  | 1.–4. série |
| Dagmar Čárová                       | Marie Bláhová                       | 1.–4. série |
| Ctirad Götz                         | František Janoušek                  | 1.–4. série |
| Martin Zahálka                      | Jindřich Cerman                     | 1.–4. série |
| Josef Nechutný                      | František Konáš                     | 1.–4. série |
| Václav Krátký                       | Venca Roubík                        | 1.–4. série |
| Veronika Arichteva                  | Alena Pokorná                       | 1. série    |
| Ivo Hrbáč                           | Jiří Krásenský                      | 1.–4. série |
| Dušan Sitek                         | Jaroslav Racek                      | 1.–4. série |
| Štěpánka Křesťanová                 | Tereza Roubíková                    | 1.–4. série |
| Alexej Pyško                        | Petr Vinický                        | 1.–3. série |
| Hana Marie Maroušková               | Hanička Cermanová                   | 1.–2. série |
| Jana Stryková                       | Gábina Francová                     | 1.–3. série |
| Robert Kroupar                      | Vladimír Šmídmajer                  | 1.–4. série |
| Marta Maťová                        | Lenka Pavlíková                     | 1.–2. série |
| Lucie Juřičková                     | Dana Cermanová                      | 1.–4. série |
| Jaromír Meduna                      | MUDr. Miroslav Zlámal, Ph.D.        | 1.–4. série |
| Václav Helšus                       | Josef Máčala                        | 1.–4. série |
| Zdeněk Mahdal                       | Marcel Holoubek                     | 1.–4. série |
| Petra Martincová                    | Blanka Majerová                     | 4. série    |
| David Pospíšil (dabing Jiří Dvořák) | Tomáš Javorský †                    | 1.–2. série |
| Róbert Halák (dabing Filip Blažek)  | mjr. Jan Dostál                     | 3.–4. série |
| Florian Stadler (dabing Marek Holý) | Petr Gabriel                        | 3.–4. série |

## Přehled dílů
| Řada         | Díly         | Premiéra       | Premiéra       |
| Řada         | Díly         | První díl      | Poslední díl   |
| ------------ | ------------ | -------------- | -------------- |
| pilotní film | pilotní film | 9. října 2011  | 9. října 2011  |
| 1            | 16           | 1. března 2015 | 7. června 2015 |
| 2            | 8            | 27. srpna 2017 | 15. října 2017 |
| 3            | 8            | 1. září 2019   | 20. října 2019 |
| 4            | 8            | 4. září 2022   | 23. října 2022 |

## Výroba

### Produkce
Autorem seriálu je režisér a scenárista Jaroslav Soukup, který na něm začal pracovat již v roce 2007. Natáčení pilotního filmu však začalo až v roce 2008. Pokračovat dalšími patnácti díly se mělo na přelomu roku 2010 a 2011, ale k natáčení nedošlo, protože v té době vrcholila celosvětová finanční krize, která se dotkla i TV NOVA. „Pilotní díl seriálu jsem natočil na Šumavě v září 2008. Pak jsem pracoval na dalších scénářích s tím, že na jaře 2011 mělo začít natáčení celého seriálu. K tomu však nedošlo, protože TV Nova ustoupila od realizace z důvodů finanční krize. Celý projekt byl pro ni finančně příliš náročný. Musely by se natáčet exteriéry a interiéry 180 km od Prahy, a to stojí peníze. Já zase od počátku nechtěl přistoupit na to, aby se natáčelo v ateliérech a záběry ze Šumavy se realizovaly za Prahou v Brdech. Samozřejmě by se tím snížily výrobní náklady, ale výsledek by za moc nestál,“ vyjádřil se režisér Jaroslav Soukup. Premiéra pilotního filmu proběhla 9. října 2011 a sledovalo ji 1,773 milionů lidí. Ve vysokých číslech se pohybovala i následná repríza o rok později.
- V roce 2012 se TV Nova rozhodla v seriálu pokračovat a natočit jeho první řadu (15 dílů).[1][10] Natáčení začalo 27. května 2013 natočením prvních osmi dílů.[11] Zbylých sedm dílů bylo dotočeno v roce 2014.[12][13] Premiéra první řady proběhla 1. března 2015.[2] První řada seriálu byla odvysílána v TV Nova na jaře 2015 s mimořádným diváckým ohlasem. Jednotlivé díly sledovaly průměrně 2,2 mil. diváků.
- Druhá řada Policie Modrava (8 dílů) se začala točit poslední květnový den v roce 2016 a točilo se až do konce října 2016. Byla odvysílána v TV Nova na podzim roku 2017. Jednotlivé díly sledovalo průměrně 1,9 mil. diváků. Policie Modrava se tak stala divácky nejúspěšnějším českým seriálem posledních let.
- Třetí řada seriálu (8 dílů) se natáčela od konce května do začátku října 2018. Začala být premiérově vysílána 1. září 2019.[14]
- Čtvrtá řada seriálu (8 dílů) se natáčela od začátku června do konce října 2021. Byla premiérově vysílána na podzim 2022.

### Casting
Celkem během první řady zahrálo 248 herců. Pro několik postav v seriálu byli předobrazem skuteční obyvatelé Šumavy. Příkladem je postava Emil Kintzl, kterou ztvárnil Ladislav Mrkvička, což byl legendární šumavský učitel a sportovec, který žil v Kašperských Horách. Jedná se o jedinou postavu, která přijala i jeho reálné jméno. Svůj předobraz mají také postavy prodavačky Katky Nováčkové a hotelové recepční Marie Bláhové, pro které byla volnou inspirací prodavačka z konzumu na Srní a dlouholetá recepční Hotelu Srní.
V roli majora Racka se představil herec Jan Pohan, který se v roce 2013 těžce zranil a natáčení opustil. V ději ho pak zastoupil jeho seriálový bratr, kterého hraje Dušan Sitek. Dlouhodobým problémem, který řešil režisér Soukup, bylo obsazení role náčelníka šumavské Horské služby. Nakonec do role obsadil bývalého profesionálního hokejistu Davida Pospíšila (dabing Jiří Dvořák). V roli majora Dostála se objevil slovenský herec Róbert Halák (dabing Filip Blažek). Roli Němce Petra Gabriela hraje německý herec Florian Stadler (dabing Marek Holý).

### Zahraniční distribuce
Společnost Beta Film začala seriál nabízet k prodeji pro zahraniční trh pod názvem Police Modrava.

## Sledovanost
| Řada | Timeslot      | Počet dílů | První díl      | První díl                      | Poslední díl   | Poslední díl                   | Průměrná sledovanost (v milionech; 15+) |
| Řada | Timeslot      | Počet dílů | Datum          | Sledovanost (v milionech; 15+) | Datum          | Sledovanost (v milionech; 15+) | Průměrná sledovanost (v milionech; 15+) |
| ---- | ------------- | ---------- | -------------- | ------------------------------ | -------------- | ------------------------------ | --------------------------------------- |
| 1    | neděle, 20:20 | 16         | 9. října 2011  | 1,773                          | 7. června 2015 | 2,216                          | 2.121                                   |
| 2    | neděle, 20:15 | 8          | 27. srpna 2017 | 1,425                          | 15. října 2017 | 2,040                          | 1.805                                   |
| 3    | neděle, 20:15 | 8          | 1. září 2019   | 1,817                          | 20. října 2019 | 2,130                          | 1.894                                   |
| 4    | neděle, 20:15 | 8          | 4. září 2022   | 1,580                          | 23. října 2022 | 1,722                          | 1.66                                    |